# Dezső Tandori
Dezső Tandori (n. 8 decembrie 1938, Budapesta, Regatul Ungariei – d. 13 februarie 2019, Budapesta, Ungaria) a fost un scriitor, poet și publicist maghiar.

## Opera
Poeziile lui apar regulat de la mijlocul anilor 1960.
- 1968: Töredék Hamletnek (poezii)
- 1973: Egy talált tárgy megtisztítása (poezii)
- 1976: A mennyezet és a padló (poezii)
- 1977: Medvék minden mennyiségben (poezii pentru copii)
- 1977: Miért élnél örökké? (roman)
- 1977: "Itt éjszaka koalák járnak" (proză)
- 1978: Még így sem (poezii)
- 1979: Medvetavasz és medvenyár (poezii pentru copii)
- 1979: A zsalu sarokvasa (eseuri)
- 1979: A meghívás fennáll (roman)
- 1979: Medvetalp és barátai (roman)
- 1980: Madárlátta tollaslabda (roman)
- 1980: „Kedves Samu…”
- 1980: Valamivel több (roman)
- 1980: Nagy gombfocikönyv (roman)
- 1981: Játékmedvék verébdala (poezii pentru copii)
- 1981: Mint egy elutazás (piese de teatru)
- 1981: Afrika, India, vadállatok őshona (poezii pentru copii)
- 1981: Az erősebb lét közelében (eseuri)
- 1981: Helyből távol (roman)
- 1981: Hérakleitosz H-ban (catalog expoziție)
- 1982: Ne lőj az ülő madárra! (roman)
- 1982: Keserü (eseu)
- 1983: A feltételes megálló (poezii)
- 1983: Sár és vér és játék (roman)
- 1984: Celsius (poezii)
- 1984: Medvék minden mennyiségben (poezii)
- 1984: Mesélj rólam, ha tudsz (roman)
- 1985: Új nagy gombfocikönyv (roman)
- 1986: Madárnak születni kell…! (cu Tandori Ágnes) (carte ornitologie)
- 1987: A becsomagolt vízpart (poezii)
- 1988: A megnyerhető veszteség (poezii)
- 1988: Meghalni késő, élni túl korán (roman, "Egynyári vakjátszma" trilógia 1.)
- 1989: Vigyázz magadra, ne törődj velem (selecții poezii)
- 1989: A legújabb kis-nagy gombfocikönyv (roman)
- 1989: Egy regény, hány halott (roman)
- 1990: A tizedik név: Walton Street (roman)
- 1990: A felhúzható medveorr (poezii)
- 1991: Koppar Köldüs (poezii)
- 1990: Szent Lajos lánchídja (roman)
- 1991: Sancho Panza deszkakerítése (schiță roman)
- 1992: Döblingi befutó (roman)
- 1993: Intermediális rajzok
- 1994: Hosszú Koporsó (roman)
- 1994: Kísértetként a Krisztinán (eseuri, articole)
- 1994: A dal változásai (studiu)
- 1995: Vagy majdnem az (poezii)
- 1995: Madárzsoké (eseuri, articole)
- 1996: A Semmi Kéz (poezii)

| - 1995: Menedékjog (versantológia, Tandori szerkesztése) - 1996: Az evidenciatörténetek (roman ilustrat) - 1996: A vízre írt név - Name writ on water (desene) - 1996: Király és Tandori - 1996: Medvék és más verebek (roman ilustrat) - 1997: Kész és félkész katasztrófák (eseuri) - 1997: És megint messze szállnak (roman) - 1997: Mr & Tandori (desene cu text) - 1997: Pályáim emlékezete (roman) - 1998: A járóbeteg (poezii) - 1998: Játék-történet (roman) - 1998: Utolsó posta Budapest (roman) - 1999: Főmű (poezii) - 1999: Nem lóverseny! (roman) - 1999: Vissza a sírból (roman) - 1999: Keletbe fúlt kísérletek (eseu) - 1999: Kolárik légvárai (eseuri) - 2000: Ködös Iker (povestiri) - 2000: Költészetregény (eseu) - 2000: Raszternyak - Egy másik párizsi regény (roman) - 2001: Aztán kész (poezii) - 2001: Sohamár - de minek? (roman) - 2001: A zen-lófogadás (eseu roman) - 2002: Az Oceánban (poezii) - 2002: Hét fejlövés (eseu) - 2003: Zabkeselyű (roman) - 2003: "Hol élsz te?" (eseu) - 2003: Lábon vett filozófia (roman eseu) - 2004: Az Éj Felé (poezii) - 2005: A Honlap Utáni (eseuri) - 2006: A Legjobb Nap (poezii) - 2006: 13:87 (regény) - 2006: Zen Koala Kártya (roman) - 2007: Ördöglakat (aforisme, opinii) - 2007: Zombi (roman) - 2007: Bűnös-szent lófogadás (eseu roman) - 2007: A komplett Tandori - komplett eZ? (eseu roman) - 2008: Szép Ernő (poezii, eseuri) - 2008: Kalandos Angliák (roman) - 2008: Torlandó szörfpóker (roman) - 2008: Kilobbant sejtcsomók - Virginia Woolf fordítója voltam (eseuri) - 2009: 2 és fél töredék Hamletnek (poezii) - 2009: Rossz Reménység Foka (poezii) - 2009: Rilke és angyalai (traduceri poezii, poezii, eseuri, ilustrații) - 2009: Ki nem feküdt halál (roman) - 2010: Úgy nincs, ahogy van (poezii) - 2010: Csodakedd, rémszerda (articole, foiletoane, studii) - 2011: Jaj-kiállítás (ilustrații, poezii) |

Sub pseudonimul Nat Roid a scris și romane polițiste deosebite:
- 1980: Nem szeretném, ha fáznál!
- 1981: Túl jól fest holtan
- 1981: Most van soha
- 1982: Azt te csak hiszed, bébi!
- 1983: … de maradj halott!
- 1984: Egyre kisebb gyilkosságok
- 1985: Bízd a halálra
- 1986: Meghalni és megszeretni
- 1987: Holtteste éltesse!
- 1998: Vér és virághab
- 2005: Írd hozzá a vért!

Romanul fantastic scris sub pseudonimul Hc. G. S. Solenard:
- 1984: A Stevenson biozmagória

## Traduceri de opere literare
| - Theodor Wiesengrund Adorno: Zene, filozófia, társadalom (1970) - Jerome David Salinger: Franny és Zooey (tradus în colaborar) (1970) - J. D. Salinger: Magasabbra a tetőt, ácsok - Seymour: bemutatás (társfordító) (1970) - Kristijonas Donelaitis: Évszakok (1970) - György Lukács: Történelem és osztálytudat (tradus în colaborare) (1971) - H. E. Nossack: A d'Arthez-ügy (1971) - Sylvia Plath: Az üvegbúra (1971) - Jean Rhys: Széles Sargasso-tenger (1971) - Mark Twain: Élet a Mississippin (tradus în colaborare) (1971) - V. Woolf: Mrs. Dalloway (1971) - S. Beckett: Murphy (1972) - F. H. Dağlarca: Öltözködne a halott (1972) - Graham Greene: Utazás térkép nélkül (1972) - Peter Hacks: Drámák (tradus în colaborare) (1972) - Gustav Janouch: Beszélgetések Kafkával (1972) - Randall Jarrell: Döntés életre-halálra (1972) - Lukács György: Adalékok az esztétika történetéhez (társfordító) (1972) - R. B. Pape: Bátorság, légy a társam! (1972) - Heinrich Heine: Versek (tradus în colaborare) (1973) - Franz Kafka: Elbeszélések (tradus în colaborare) (1973) - J. Marcinkevičius: Táj látomással (1973) - Alan Alexander Milne: Hatévesek lettünk (1973) - Upton Sinclair: Manó-mobil (1973) - Franz Werfel: Cella (1973) - Thomas Bernhard: Fagy (1974) - Georg Wilhelm Friedrich Hegel: Esztétika (1974) - Eric Hobsbawm: Primitív lázadók (1974) - Werner Hofmann: A modern művészet (1974) - Hermann Kant: Impresszum (1974) - Egon Erwin Kisch: Szenzáció! Szenzáció! (1974) - Ernst Toller: Német voltam én is… (1974) - F. Wander: Pillantás Hollandiára (1974) - Lord Byron: Angol bárdok, skót ítészek - Ítéletnapi látomás - A valcer (1975) - Hans Magnus Enzensberger: Honatyák és ponyvahősök (1975) - L. Grundig: Eleven láng (1975) - György Lukács: A heidelbergi művészetfilozófia és esztétika - A regény elmélete (1975) - France Prešeren versei (tradus în colaborare) (1975) - G. Dunning: Egy angol a partizánok között (1976) - K. Kahn: Ó, ti hillbilly nők (1976) - R. MacDonald: Csipkerózsika (1976) - U. Plenzdorf: Az ifjú W. új szenvedései (1976) - G. Ogger: Az öreg Fritz két birodalma (1976) - Heinrich von Kleist: Pentheszileia - Homburg hercege (1977) - Robert Musil: A tulajdonságok nélküli ember (1977) - Karl Kraus: Az emberiség végnapjai (1977) - R. Schneider: Komolytalan történetek (1977) - A. Stenbock-Fermor: Germánia alulnézetben (1977) - E. Arendt: Empodeklész-kikötő (1977) - Klasszikus német költők a középkortól a XX. századig (társfordító) (1977) - A. Falk-Rönne: A déli tenger hét hulláma (1978) - H. Grundig: Karnevál és hamvazószerda között (1978) - Arnold Hauser: A művészettörténet filozófiája (1978) - L. Hillary: A felhők felett (1978) - Heinz Kahlau versei (1978) - Föld és vadon (versfordítások) (1978) - P. H. Freyer: Viharmadarak (1978) - E. E. Kisch: Prágai utcák és éjszakák (1978) - Heiner Müller: Drámák (1978) - S. Plath: Zúzódás (1978) - Wole Soyinka: Az oroszlán és az ékszer (1978) - P. Hacks: Három dráma (tradus în colaborare) (1979) - Hozott isten, holdacska - Finnugor varázsigék, imádságok, siratók (tradus în colaborare) (1979) - J. Marcinkevičius: Három dráma (1979) - F. May: A "fekete kéz" (1979) - Jürgen Rennert versei (1979) - T. Bernhard: A mészégető (1979) - A. Giese: Marcus Aurelius (1979) - Peter Handke: A kapus félelme a tizenegyesnél (tradus în colaborare) (1979) - H. Kant: Lehet egy átkeléssel több? (1979) - Walter Benjamin: Angelus Novus (tradus în colaborare) (1980) - D. Brown: Vasút a Vadnyugaton (1980) - Csillagok órája - Válogatás a Szovjetunió köztársaságainak költészetéből (tradus în colaborare) (1980) - Seamus Heaney versei (1980) - Jevgenyij Jevtusenko: Ballada a nekifutásról (társfordító) (1980) - H. Kant: Futásod véget ér (1980) - Litván költők (Poeți litunanieni)(tradus în colaborare) (1980) - Nguyen Trai: Írás egy kardon (tradus în colaborar) (1980) - Mikołaj Rej - Jan Kochanowski - Mikołaj Sęp Szarzyński: Versek (tradus în colaborare) (1980) - August Wilhelm Schlegel - Friedrich Schlegel: Válogatott esztétikai írások (tradus în colaborare) (1980) - Johann Wolfgang von Goethe: Antik és modern (társfordító) (1981) - F. Kafka: Naplók, levelek (társfordító) (1981) - I. Korschunow: Töftöf és a kék óriás (1981) - Dmitro Pavlicsko: Fénylő kékségben egy madár (1981) - Wallace Stevens: Pasziánsz a tölgyek alatt (1981) - Japán haiku versnaptár (1981) - Stefan Zweig: A tegnap világa (1981) - E. Bock: Walkür nem mosolyog (1982) - F. Fajtl: Oroszlán az égen (1982) - Földisten lánykérőben - Finnugor mitológiai történetek és eposzok (1982) - J. W. Goethe: A természetes leány (1982) - Hans Henny Jahnn: III. Richárd megkoronázása (Hoppá, élünk! - Német expresszionista drámák) (1982) - E. E. Kisch: Kriminalisztikai kalandozások (1982) - Ki volt Edgar Allan? - Hét új kisregény Ausztriából és az NSZK-ból (társfordító) (1982) - Josef Lada: Svejk, a derék katona kalandjai képekben (1982) - Ronald David Laing: Tényleg szeretsz…? (1983) - Magtimguli Piragi: Álmunkban múlik el (1983) - Johann Nepomuk Nestroy: Lumpáciusz Vagabundusz (1983) - Thomas De Quincey: Egy angol ópiumevő vallomásai (1983) - J. W. Goethe: Wilhelm Meister vándorévei avagy a lemondók (1983) - Lombos ágak szívverése (versfordítások) (1983) - Feo Belcari: Játék Ábrahámról és Izsákról - Castellano de Castellani: Játék a tékozló fiúról (Akárki - Misztériumjátékok) (1984) - S. Kosovel: Ősz a Karsztokon (1984) - Michael Krüger versei (1984) - Nguyen Du: Kieu története (1984) - Sza-Szkja Pandita: A bölcsesség kincsestára (1984) - Miroslav Válek: Szó (1984) - Jürgen Theobaldy versei (1985) - Edda (1985) - Novalis és a német romantika költői (társfordító) (1985) - J. W. Goethe: Irodalmi és művészeti írások (társfordító) (1985) - Klasszikus angol költők (társfordító) (1986) - Lénárd Sándor: A római konyha (1986) - Theodor Storm - Gottfried Keller - Conrad Ferdinand Meyer: Versei (társfordító) (1986) - Galamb özönvíz után - Modern ciprusi költők (társfordító) (1986) - Xuan Dieu: Az arékapálma virága (társfordító) (1986) - Edgar Rice Burroughs: Tarzan dzsungeltörténetei (1987) - E. R. Burroughs: Tarzan és az aranyszőrű oroszlán (1988) - E. R. Burroughs: Tarzan a rettenetes (1988) - Rainer Maria Rilke: Duinói elégiák (1988) - Brigitte Hamann: Erzsébet királyné (versfordítások) (1988) - Tört álmok - Ír költők antológiája (társfordító) (1988) - Samuel Beckett: Előre vaknyugatnak (társfordító) (1989) - E. R. Burroughs: Tarzan, a dzsungel ura (1989) - Hart Crane: Mindenek neve (1989) - Lilli Palmer: A vörös holló (1989) - Amerikai költők antológiája (társfordító) (1990) - Lion Feuchtwanger: Jud Süss (1990) - R. Bloch: Tűzgolyó (1990) - R. Bloch: Pszicho (1990) - K. Coscarelli: Tökély (1990) - Shaun Hutson: Árnyak (1990) - E. R. Burroughs: Tarzan, a legyőzhetetlen (1990) - E. R. Burroughs: Tarzan a föld mélyén (1990) - E. R. Burroughs: Tarzan és az elveszett birodalom (1990) - S. Hutson: Áldozatok (1990) - S. Donaldson: A Kárhozat Urának átka (1990) - P. Vandenberg: Egy orvos - a nők álma (1990) - G. van Bergen: Éjszaka a műtőben (1990) - J. Dark: Boszorkánycsók (1990) | - P. Handke: Az ismétlés (1990) - Amy Clampitt versei (1990) - Judith Krantz: Örökölt szerelem (1990) - R. D. Laing: Bölcsek, balgák, bolondok (1990) - Műholdas rózsakert (versfordítások) (1991) - Robert Bloch: Pszicho 2 (1991) - B. Mahmoody: Lányom nélkül soha (1991) - Mickey Spillane: Én, a bíró (1991) - E. E. Burroughs: Tarzan és az aranyváros (1991) - S. Partsch: Klimt élete és művészete (1992) - B. Mahmoody: Végzetes szülők (1992) - J. Krantz: Még viszontlátjuk egymást (1992) - G. Agoston: Száz férjem volt (1992) - George Brown: Vérkör (1992) - J. Collins: A hódító (1992) - M. Stegman: A kapitány kedvese (1992) - L. A. Cooney: Szerelmes szívek (1992) - P. Potter: Jogtalan (1992) - L. Hell: Szerelem? Mi az? (1992) - A. Mason: Másodszorra az igazi (1992) - A. Mason: Egy szűzies férfi (1992) - A. Mason: Mindig így csinálod? (1992) - M. Ross: Arc a ködben (1992) - Carl Gustav Jung: Válasz Jób könyvére (1992) - Arthur Schopenhauer: A világ mint akarat és képzet (Tandori Ágnessel) (1992) - A. McAllister: Álomvadászat (1993) - A. Berk: Testünk szava (1993) - J. Taylor: Rózsák tengere (1993) - J. Krantz: Daisy hercegnő (1993) - N. Roberts: Titkos bűnök (1993) - J. Deveraux: Fénylő lovag (1993) - Erich Segal: Hívő lelkek (1993) - I. Uebe: Bömbölő Balambér (1993) - E. Anderson: Gyémántok (1993) - J. Krantz: A Tutti Butik (1994) - A. Tan: Tűzisten asszonya (1994) - R. Pearson: Szívrabló (1994) - U. Danella: Szivárvány (1994) - Konrad Lorenz: Az agresszió (1994) - Heimito von Doderer: A Strudlhof-lépcső (1994) - Friedrich Nietzsche: Bálványok alkonya (Ex Symposion, 1994) - Q. Wilder: Te vagy a fődíj (1994) - J. Bowen: A nagy fogás (1994) - D. Schulze: Megszelídülve (1994) - A. Herzog: Tegyél minket boldoggá (1994) - E. Heller: Szerzek én még új fiút! (1994) - M. L. Fischer: Házasságtörés (1994) - U. Danella: A két Barbara (1994) - Alexandra Ripley: Sötét arany (1994) - Dzs. Szadat: Egyiptom asszonya (1995) - Edmond Rostand: Don Juan utolsó éjszakája (Tandori Ágnessel) (1995) - C. Anderson: Távoli vizeken (1995) - J. Ferguson: A barátnőm barátja (1995) - A. Herzog: Örülök, hogy itt voltál (1995) - J. Carroll: Életre halálra (1996) - N. Bly: Barbra (1996) - J. McKnight: Ingatag ingatlan (1996) - E. Darcy: Nem homokvár (1996) - Gert Hofmann: Veilchenfeld (1996) - E. T. A. Hoffmann: Az elveszett tükörkép története (társfordító) (1996) - J. R. R. Tolkien: Az elveszett mesék könyve (1996) - Conrad Ferdinand Meyer: Gusztáv Adolf apródja - Theodor Storm: Erdei tó (1997) - A. Petrova-P. Watson: Hitler halála - A végső szó (1997) - K. Keating: Ölelések kiskönyve (1997) - Fynn: Anna könyve (1997) - A. Nahowski: Ferenc József szeretője voltam (1997) - J. Hart: Majd beletanulok (1997) - F. Corrigan: Barátok egy életre - G. B. Shaw és egy apáca barátsága (1997) - Omar Khaiam: A mulandóság mámora (társfordító) (1997) - Antonin Artaud: Artaud, a mumus (1998) - T. Bernhard: A színházcsináló (társfordító) (1998) - C. Hanken: Királyi szeretők (1998) - Elfriede Jelinek: Kis csukák (1998) - H. von Kleist: Robert Guiscard, a normannok hercege - Az eltört korsó (1998) - Ian Fleming: Voodoo (Live and Let Die) (1999) - Max Frisch - Friedrich Dürrenmatt: Levélváltás (1999) - Arthur Koestler: India (1999) - A. Koestler: Japán (1999) - R. Musil: Esszék (tradus în colaborare) (2000) - Szexuális mélyfúrások - Szürrealisták a szerelemről (1999) - C. Maerker: Marilyn Monroe és Arthur Miller (1999) - H. Genzmer: Salvador és Gala Dalí (2000) - K. Stromberg: Zelda és F. Scott Fitzgerald (2000) - Ingrid Noll: A patikusnő (2000) - Erich Maria Remarque: Állomás a horizonton (2000) - E. M. Remarque: Az ígéret földje (2000) - Ian McEwan: Amszterdam (1999) - I. McEwan: Őrült szerelem (2000) - I. McEwan: A képzelgő (2001) - Donna Leon: Cián Velencében (2000) - D. Leon: Halál idegenben (2000) - F. Kafka: A nyolc oktávfüzet (2000) - F. Kafka: Töredékek füzetekből és papírlapokról (2001) - G. Hildebrandt: Tolkien-évek (2001) - S. Katz: Sorsom volt a kivétel (2002) - R. Smullyan: Sherlock Holmes sakkrejtvényei (2002) - J. Mutzenbacher (Felix Salten): Egy kis bécsi kurva emlékezései (2002) - Oscar Wilde: Sóhaj a mélyből (2002) - A. Grossman: Első a lelkiismeret (2003) - W. Scröder-Devrient: Egy énekesnő emlékiratai (2003) - Patrick Süskind: Sommer úr története (2003) - O. Wilde: Teleny (2003) - F. Kafka: Innen el (2004) - Benczúr Gyula: Drága Linám! - Levelek (2004) - Wolfram von Eschenbach: Parzival (2004) - Jonah Black fekete naplója I-IV. (2004-2005) - V. Woolf: Felvonások között (2003) - V. Woolf: A hullámok (2004) - V. Woolf: A világítótorony (2004) - C. Funke: Bűvölet (2005) - Walter Moers: Az álmodó könyvek városa (2005) - Melvin Burgess: Nem mondod! (2005) - Oskar Panizza: Holdtörténet (2005) - Paul Scheerbart: Lesabéndió (2005) - P. Rosegger - A. Stifter: Hegyikristály (2005) - Ludwig Thoma: Karácsony éjszakája (2005) - Elfriede Jelinek: Kéj (2005) - Elfriede Jelinek: Egy sportdarab (2006) - M. Burgess: Négykézláb (2006) - William Morris: A világ-túlja erdő (2006) - Gustav Meyrink: Az órás (2006) - Arthur Conan Doyle: A gázember (2006) - A. Conan-Doyle: Múmiák meg médiumok (2006) - Adalbert Stifter: Brigitta (2006) - Michael Ende: A kis firkások (2007) - V. Woolf: Éjre nap (2007) - V. Woolf: Messzeség (2007) - V. Woolf: Az évek (2007) - Raymond Chandler: Az emeleti ablak (2009) - Alexandra Fischer-Hunold: Kincsvadász kísértet (2010) - A. Fischer-Hunold: Szörnyűséges születésnap (2010) - A. Fischer-Hunold: A dilinyós tűzbarát (2011) - A. Fischer-Hunold: Malaclopás a Kedvenckertben (2011) |